# Жемчуга
«Жемчуга» — третий сборник стихов Николая Гумилёва, выпущенный в 1910 году московским издательством «Скорпион».

## Создание и структура
Основу книги составили стихотворения 1907—1910 годов, к которым был добавлен предыдущий сборник «Романтические цветы». Работу над новым сборником Гумилев начал еще до выхода в свет предыдущего, о чем сообщал В. Я. Брюсову в письме из Парижа 9 января 1908. 15 (28) декабря того же года он просил Брюсова анонсировать в каталоге «Скорпиона» выход нового сборника, сменив его название на «Золотую магию», но в послании из Царского Села 11 (24) мая 1909 сообщил о возвращении к прежнему наименованию. Вышедший из печати во второй половине апреля 1910 сборник открывался надписью: «Посвящается моему учителю Валерию Яковлевичу Брюсову».
Книга состояла из четырех частей: «Жемчуг черный», «Жемчуг серый», «Жемчуг розовый» и «Романтические цветы».
Названия трех основных частей отсылали к рассказу Гумилева «Скрипка Страдивариуса» (1909), в котором нитки черного, серого и розового жемчуга носил как украшение дьявол, и в свою очередь намекали на программное стихотворение, открывавшее весь сборник — «Волшебную скрипку».
Юрий Верховский считает, что каждый из трех основных разделов Гумилев завершает сказочно-фантастическим эпосом, и таким образом в «Сне Адама» «дает образ грезе поэта о первобытно-светлой душе, испуганной познанием жизни человеческой»; в
«Капитанах» «открывается суровая и мужественная легенда о далях и безднах ищущего духа человеческого»; из «Северного раджи» встает «видение торжествующей творческой мечты».
Относительно символики цветов А. С. Архипова полагает, что «Жемчуг черный» своим цветом ночи и небытия обозначает отрицание, уход из рая («Лучше слепое Ничто, / Чем золотое вчера») и предполагает преступление (Потомки Каина», «Семирамида»,  «Портрет мужчины в Лувре»), «Жемчуг серый» цветом сумерек представляет центральную идею скитаний над океанскими безднами («Возвращение Одиссея», «Капитаны»), а «Жемчуг розовый» означает рассвет («Христос», «Путешествие в Китай», «Рыцарь с цепью») и герой завершающего стихотворения «Северный раджа» строит новую Индию, как воплощение земного рая.

## Состав сборника

### Жемчуг черный
Эпиграф: «Qu'ils seront beaux, les pieds de celui qui viendra / Pour m'annoncer la mort!» (Прекрасны будут пусть той стопы, что придет / О смерти возвестить!) из поэмы Альфреда де Виньи «Гнев Самсона» (1838—1839), изданной в посмертном сборнике «Судьбы» (1864)
- Волшебная скрипка
- Одиночество
- Камень
- Одержимый
- Поединок
- В пустыне
- Портрет мужчины. Картина в Лувре работы неизвестного
- Основатели
- Выбор
- Лесной пожар
- Царица
- Товарищ
- В библиотеке
- В пути
- Семирамида
- Читатель книг
- Адам
- Воин Агамемнона
- Варвары
- В мой мозг, в мой гордый мозг собрались думы…
- Театр
- Потомки Каина
- Дон Жуан. Сонет
- Попугай. Сонет
- Сон Адама

### Жемчуг серый
Эпиграф: «Что ж! Пойду в пещеру к верным молотам, / Их взносить над горном жгуче-пламенным, /  Опускать их на пылающий металл» из стихотворения Брюсова «Прощание» 1904, изданного в сборнике «Stephanos» (1906)
Возвращение Одиссея
- I. У берега
- II. Избиение женихов
- III. Одиссей у Лаэрта
- Завещание
- Озёра
- Старый конквистадор
- Правый путь
- Орёл
- Ворота рая
- Колдунья
- Вечер («Ещё один ненужный день…»)
- «Рощи пальм и заросли алоэ…»
- «У меня не живут цветы…»
- Это было не раз
- Старина
- «Он поклялся в строгом храме…

Беатриче
- I. «Музы, рыдать перестаньте…»
- II. «В моих садах — цветы, в твоих — печаль…»
- III. «Пощади, не довольно ли жалящей боли…»
- IV. «Я не буду тебя проклинать…»
- Молитва

Капитаны
- I. «На полярных морях и на южных…»
- II. «Вы все, паладины Зелёного Храма…»
- III. «Только глянет сквозь утёсы…»
- IV. «Но в мире есть иные области…»

### Жемчуг розовый
Эпиграф: «Что твой знак? — Прозренье глаза, / Дальность слуха, окрыленье ног» из стихотворения Вячеслава Иванова «Пришлец» (сборник «Прозрачность», 1904)
- Рыцарь с цепью
- Заводи
- Андрогин
- Кенгуру
- «Ты помнишь дворец великанов…»
- Маэстро
- Христос
- Сказочное
- Охота
- «Мне снилось: мы умерли оба…»
- Покорность
- Уходящей
- Свидание
- Маркиз де Карабас
- Путешествие в Китай
- Северный раджа

### Романтические цветы
«И было мукою для них, / Что людям музыкой казалось» Иннокентия Анненского, из стихотворения 1908 года «Смычок и струны» (сборник «Кипарисовый ларец», 1910). Также было сохранено посвящение А. А. Горенко
- «Над тростником медлительного Нила…»
- «Что ты видишь во взоре моём…»
- «Там, где похоронен старый маг…»

Император Каракалла
- I. «Призрак какой-то неведомой силы…»
- II. «Император с профилем орлиным…»
- Любовникам
- Помпей у пиратов
- «Улыбнулась и вздохнула…»
- Влюблённая в дьявола
- «Я долго шёл по коридорам…»
- «Царица иль, может быть, только печальный ребёнок…»
- «На руке моей перчатка…»
- «Приближается к Каиру судно…»
- «Сады моей души всегда узорны…»

 Озеро Чад
- I. «Сегодня, я вижу, особенно грустен твой взгляд…»
- II. «Видишь, мчатся обезьяны…» (Барабанный бой племени Бурну)
- III. «На таинственном озере Чад…»
- «Следом за Синдбадом-Мореходом…»
- Японской артистке Сада-Якко, которую я видел в Париже
- Неоромантическая сказка

## Критика
Рецензия Валерия Брюсова была опубликована в № 7 Русской мысли, а в 1912-м перепечатана в сборнике «Далекие и близкие». Констатировав, что времена, когда молодое поколение поэтов в борьбе с господствовавшим в литературе реализмом отдавало предпочтение фантастике, заканчиваются и будущее должно принадлежать некоему синтезу «реализма» и «идеализма», он указывает, что Гумилев подобного синтеза пока не ищет, всецело пребывая «в мире воображаемом и почти призрачном», стихи его полны фантастики и причудливого экзотизма, в четвертом же разделе чудесного элемента еще больше. При этом Брюсов отмечает, что автор в «значительной степени освободился от крайностей своих первых созданий и научился замыкать свою мечту в более определенные очертания», «медленно, но уверенно идет к полному мастерству в области формы», и почти все стихи сборника имеют выверенное и утонченное звучание.
Вячеслав Иванов в рецензии в № 7 Аполлона пишет о Гумилеве как достойном подражателе Брюсова, по-прежнему остающемся именно учеником, причем «весь экзотический романтизм молодого учителя расцветает в видениях юного ученика, порой преувеличенный до бутафории и еще подчеркнутый шумихой экзотических имен». При этом рецензент убежден, что со временем молодой поэт найдет индивидуальный стиль. На данном же этапе эпическое в его поэзии преобладает над лирикой, так как автору не хватает собственного переживания, растворяющегося в чудесном сновидении. От этого проистекает «стесненность поэтического диапазона и граничащая подчас с наивным непониманием неотзывчивость нашего автора на все, что лежит вне пределов его грезы», при том, что в лирической энергии как таковой у Гумилева недостатка нет, но нехватка душевного опыта, приобретаемого через страдание и любовь, пока еще не дает ему перейти от смутного чувствования к объективному эпосу и чистой лирике.
Издатель Московской газеты Ефим Янтарев, чью книгу стихов Гумилев разгромил в мартовском номере «Аполлона», написав, что «невозможно ни читать ее, ни говорить о ней», ответил короткой и такой же разгромной резцензией, начинавшейся с фразы «есть поэты и стихи, о которых трудно спорить, — так очевидна их ненужность и ничтожность», после чего для примера высмеял стихотворение «Царица».
Сергей Ауслендер («Речь», 5.07.1910) похвалил молодого ученика Брюсова за строгое и серьезное отношение к поэтическому мастерству, а Георгий Чулков («Новый журнал для всех», № 20, 1910) под псевдонимом «Борис Кремнев» выделил «даровитого» Гумилева среди брюсовских учеников, усвоивших у метра крепкий и тугой ямбический стих Пушкина и Баратынского. По мнению критика, «если стих Гумилева не мелодичен и не певуч, как скрипка, зато в нем есть ясная звучность трубы герольда, воина и охотника. Гумилев редко пользуется аллитерацией и внутренней рифмой, зато он умеет придать стиху гибкость и желанное напряжение, окрыляя его там, где надо, и эонической строкой».
Положительную рецензию опубликовал И. И. Ясинский («Новое слово», № 3, 1911), Василий Гиппиус под псевдонимом «Росмер» («Против течения», №8, 8 декабря 1910) жестоко раскритиковал Гумилева, в стихах которого за «яркостью формы — пустота души, которой нечего сказать», «под каждой расцвеченной личиной — слишком обычное лицо равнодушного эстета», при всей экзотической вычурности и изысках поэтической формы а книге «почти нет любовных мотивов, а если есть — это и холодно, и не просто, и не свое».
Лев Войтоловский в статье «Парнасские трофеи» («Киевская мысль», 11.07.1910) называет Гумилева «версификатором», а его «Жемчуга» объявляет поддельными камнями, ибо настоящих молодому поэту взять негде, так как они добываются на глубине, поэзия же Гумилева плоская и поверхностная, а «темы его поражают своим внутренним холодом и тупым равнодушием к жизни». Чего в его стихах предостаточно, так это разнообразных экзотических животных, поэтому сборник следовало бы назвать не «Жемчугами», а «Зверинцем». Исключениями из однообразной и унылой гумилевской патетики критик считает «Карпитанов», «Маркиза де Карабаса», «Воина Агамемнона» и «Театр».
В. Львов-Рогачевский («Современный мир». 1911, № 5) упрекает Гумилева в подражательстве и вторичности («размеры брюсовские, выражения бальмонтовские, грустная усмешка гейневская, экзотизм французский»), считает, что его крикливые, нарумяненные и надушенные стихи — не поэзия, а то самое, что имел в виду Верлен, сказав «Все прочее — литература!», к тому же гумилевская «литература» не в ладах с грамматикой. Несколько лучше прочих критик находит стихотворения «Покорность», «Свиданье», «Японской артистке», «Волшебная скрипка», «В мой мозг», «Император Каракалла», в которых кое-где все же чувствуется искренность.

## Второе издание
Во втором издании Гумилев убрал общее посвящение, перенеся его в заглавное стихотворение, избавился от разделов, изменив порядок текстов и сделав в них правки. Из сборника были исключены стихи «Одиночество», «В пустыне», «Адам», «Театр», «Правый путь», «Колдунья», «Охота», «Северный раджа» и «Уходящей», а «В небесах», «Думы», «Выбор», «Мне снилось» и «Основатели» перенесены в сборник «Романтические цветы», тогда же переизданный отдельно. Поскольку оба издания были выпущены петроградским издательством «Прометей» в катастрофическом для русской частной периодики 1918 году, они не были замечены критикой.

## Комментарии
1. ↑  По воспоминаниям Василия Немировича-Данченко, Гумилев любил цитировать эти строки (Немирович-Данченко, с. 235)